# Фот (Угорщина)
Фот (угор. Fót) — місто в центральній частині Угорщини, в медьє Пешт. Входить до складу Будапештської агломерації.

## Розташування
Фот знаходиться приблизно за 17 кілометрів на північ від Будапешта. Підніжжя Північноугорських гір лежить на заході від нього. Найближче поселення на захід - Дунакесі; на південний схід - Чомад та Верешедьхаз; на схід - Модьород, а на південь - Будапешт. Найвища точка - розташований поруч пагорб Шомйо, 287 метрів над рівнем моря.

## Архітектура
В історичному центрі міста розташована примітна католицька церква Непорочного Зачаття, побудована між 1845-1855 роками, а також Палац Карої. Обидві будівлі побудовані відомим угорським архітектором Міклошом Іблем.